# Platypalpus aristatus
Platypalpus aristatus är en tvåvingeart som först beskrevs av Collin 1926.  Platypalpus aristatus ingår i släktet Platypalpus och familjen puckeldansflugor. Inga underarter finns listade i Catalogue of Life.